# Kriegerdenkmal Schellbach
Das Kriegerdenkmal Schellbach ist ein denkmalgeschütztes Kriegerdenkmal des Ortsteiles Schellbach der Gemeinde Gutenborn in Sachsen-Anhalt. Im örtlichen Denkmalverzeichnis ist der Gedenkstein unter der Erfassungsnummer 094 85556 als Baudenkmal verzeichnet.
Das Kriegerdenkmal ist eine Tafel aus Granit, die auf einem Sockel auf dem Friedhof des Ortes steht. Auf der Vorderseite befindet sich die Inschrift für die Gefallenen des Ersten Weltkriegs Im Weltkrieg 1914-18 starben Helden gefallen im Ringen Deutschlands um Ehre und Sein nie wird ihr Name verklingen Heilig soll er uns sein. und die Namen der Gefallenen. Auf der Rückseite wurde eine Platte angebracht, die die Inschrift Die Toten des 2. Weltkrieges mahnen und die Namen der Gefallenen enthält.

## Quelle
- Kriegerdenkmal Schellbach, abgerufen am 5. September 2017.